# Aquasphaeria
Aquasphaeria — рід грибів родини Clypeosphaeriaceae. Назва вперше опублікована 1995 року.

## Класифікація
До роду Aquasphaeria відносять 1 вид:
- Aquasphaeria dimorphospora